# .338 Ruger Compact Magnum
El .338 Ruger Compact Magnum o .338 RCM es un cartucho de rifle de longitud corta desarrollado a partir del casquillo del .375 Ruger. Diseñado por Sturm Ruger y Hornady para ser usado en rifles de cerrojo e introducido al mercado en el año 2008, fue recamarado en varios rifles Ruger, con el objetivo de crear un cartucho de caza mayor, calibre .338 que pudiese ser usado en rifles compactos sin comprometer la performance lograda por otros cartuchos del mismo calibre, como el .338 win mag; concepto similar al de los cartuchos de la familia Winchester Short Magnum (WSM), pero de casquillo más estrecho, lo cual permite almacenar más balas que el equivalente en WSM.

## Diseño
El .338 Ruger Compact Magnum utiliza un casquillo único diseñado por Hornady y Ruger basado en el potente .375 Ruger. El casquillo, tiene un diámetro de base de .0.352 pulgadas (13.5mm) cuál es el mismo diámetro del cinturón de los belted magnum como el .375 H&H y a la vez ser usado en mecanismos de acción corta equivalentes a los requeridos para utilizar cartuchos del tamaño del .308 Winchester. A diferencia de Winchester Short Magnum (.270 WSM, .300 WSM) el Ruger Compact Magnum comparte el mismo diámetro del casquillo desde la base del culote hasta el hombro, permitiendo a Ruger recamarar este tipo de munición en sus mecanismos M77 sin tener que rediseñarlos. 